# Ярослав Плашил
Ярослав Плашил (на чешки: Jaroslav Plašil) (роден на 5 януари 1982 г. в Опочно, Краловохрадецки край, тогава Чехословакия) е чешки футболист, който от 2009 играе за френския Бордо и за националния отбор на Чехия. Той е полузащитник, като най-често играе като ляво крило или атакуващ халф. Играл е още за отборите на Храдец Кралове, Монако, Кретей и Осасуна. Най-дълъг и успешен е периодът му в Монако, където той играе 7 години (от 2000 до 2007), изиграва 122 мача и вкарва 5 гола. За националния си отбор играе от 2004, като за тях има 73 мача и 6 гола (към 12 юни 2012).